# François-Joseph Deverchin
François Joseph Deverchin, né le 25 avril 1746 à Eugies, Pays-Bas autrichiens (actuelle Belgique), mort le 27 juin 1807 à Frameries (département de Jemappes), est un général belge de la Révolution et de l’Empire.

## Biographie
Surnommé le 'général Charbonnier' ou encore le 'général 'Gaillette', il est charbonnier dans sa jeunesse et par la suite étudiant à l'Université de Louvain (Matricules, 1767), géomètre et directeur de houillères à Wasmes. Séduit par les idées révolutionnaires et ayant le goût de l’aventure, il part pour la France (pays de ses ancêtres paternels) et s’engage comme simple soldat volontaire dans la 9e Compagnie franche en mai 1792.

## États de service
Nommé lieutenant dans la 9e compagnie franche le 15 août 1792 et capitaine dans la 10e compagnie le 26 août 1792. Le 6 novembre suivant, il assiste à la bataille de Jemappes dans les rangs de l’armée républicaine et il est nommé chef de bataillon le 8 novembre 1792.
Il est promu général de brigade d’infanterie le 25 septembre 1793, il est suspendu par ordre du représentant Perrin et arrêté à Avesnes le 21 octobre 1793. Il est détenu à Arras le 19 frimaire an II (9 décembre 1793), il est libéré le 10 fructidor an II (27 août 1794) et replacé adjudant-général à l’Armée de Sambre-et-Meuse le 12 thermidor an III (30 juillet 1795).
Le 9 frimaire an VII (29 novembre 1798), il est nommé commandant de la place de Bruxelles, il est suspendu par le général Carteaux le 21 messidor an VIII (10 juillet 1800). Il est admis au traitement de réforme le 17 fructidor an VIII (4 septembre 1800).

## Sources
- (en) « Generals Who Served in the French Army during the Period 1789 - 1814: Eberle to Exelmans »
- Thierry Pouliquen, « Les généraux français et étrangers ayant servis [sic] dans la Grande Armée » (consulté le 2 septembre 2013)
- La société des Sciences, des Arts et des Lettres du Hainau, Mémoires et publications, tome 5, imprimerie De Masquillier et Lamir, 1858, p. 38
- Étienne Charavay, Correspondance général de Carnot, tome 3, imprimerie Nationale, 1887, p. 371
- Docteur Robinet, Jean-François Eugène et J. Le Chapelain, Dictionnaire historique et biographique de la révolution et de l'empire, 1789-1815, volume 1, Librairie Historique de la révolution et de l’empire, 900 p. (lire en ligne), p. 635.